# Billy Ray
Billy Ray (ur. 21 września 1971 w Tennessee) – amerykański scenarzysta, aktor, reżyser i producent filmowy.

## Filmografia

### Reżyser
- 2003: Pierwsza strona
- 2007: Ściśle tajne
- 2015: Sekret w ich oczach

### Producent
- 2013: Claire's Cambodia

### Scenarzysta

#### Filmy
- 1994: Barwy nocy
- 1995: Strzelec wyborowy
- 1997: Wulkan
- 1998: Manipulacja
- 2002: Wojna Harta
- 2003: Pierwsza strona
- 2004: Sprawca Zero
- 2005: Plan lotu
- 2007: Ściśle tajne
- 2009: Stan gry
- 2012: Igrzyska śmierci
- 2013: Kapitan Phillips
- 2015: Sekret w ich oczach
- 2019: Terminator: Mroczne przeznaczenie (dopracowanie scenariusza)

#### Seriale
- 1994: Ziemia 2
- 2014: Westworld
- 2016–2017: The Last Tycoon

### Aktor
- 2012: Rekiny: walka o życie jako Guerra

#### we własnej osobie
- 2006: Film pokładowy, czyli jak powstawał Plan lotu
- 2009: Tales from the Script
- 2012: The World Is Watching: Making the Hunger Games

## Nagrody i nominacje
Został uhonorowany nagrodą WGA, a także otrzymał nominację do Oscara, nagrody BAFTA, nagrody Independent Spirit, nagrody Critics’ Choice, nagrody Złotej Maliny i dwukrotnie nagrody Satelity.